# Tutl
A Tutl egy feröeri lemezkiadó cég, melyet a dán dzsesszzenész és zeneszerző, Kristian Blak alapított 1977-ben. Székhelye Tórshavnban van. A név feröeri nyelven suttogást jelent.
A kiadó teljes egészében a zenészek és zeneszerzők tulajdonában van. Főként a népzene, folkzene, dzsessz és rock stílusokra fókuszál, de kínálatában számos más műfaj – popzene, klasszikus zene, korál, gyerekzene, country és gospel – is megtalálható.

## Története
A kiadó a Spælimenninir folkegyüttes és a Havnar Jazzfelag tórshavni dzsesszklubban fellépő együttesek által készített felvételekből nőtt ki 1977-ben.

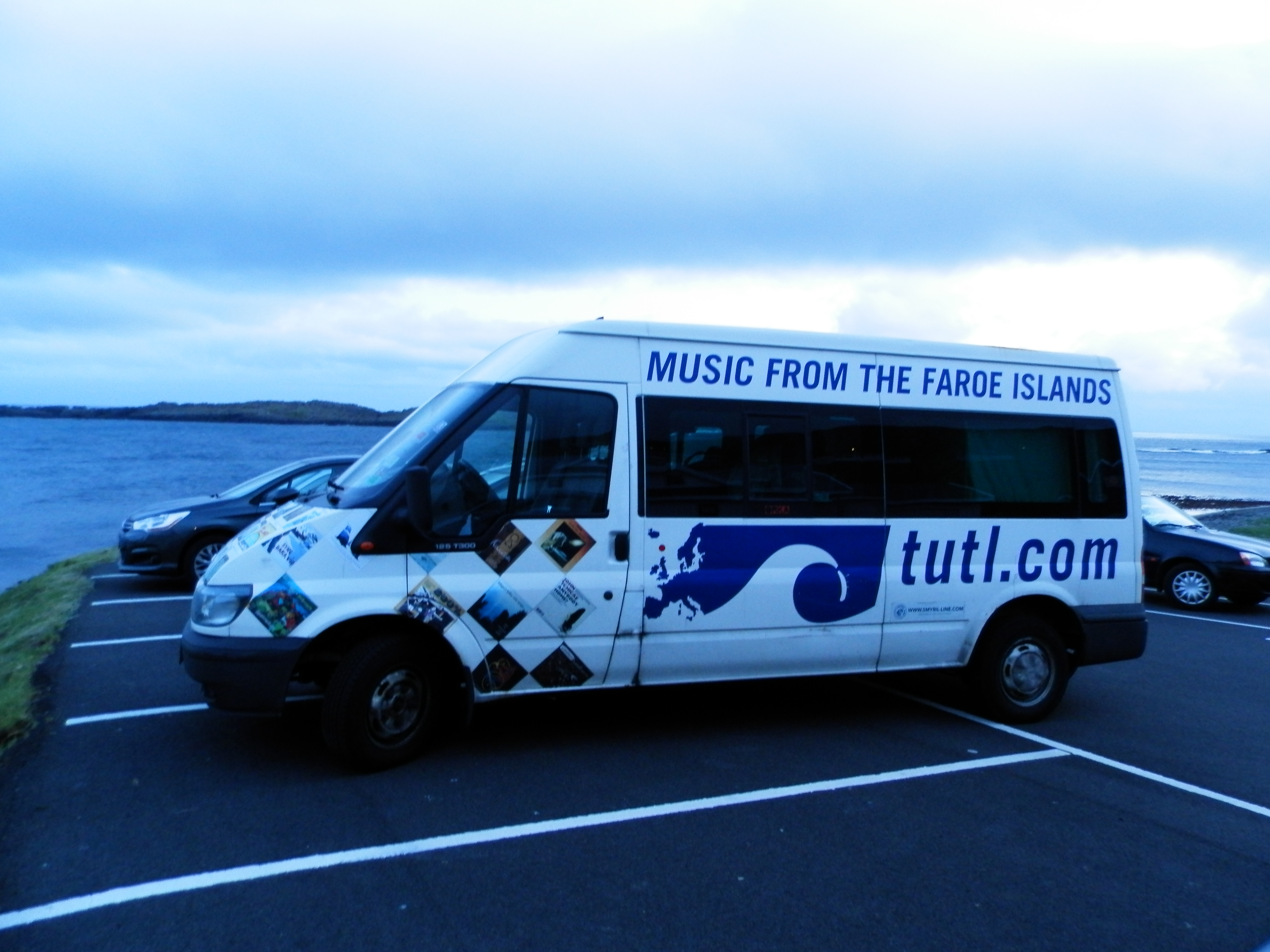
Tutl kisbusz Sumbán

Olyan neves feröeri előadók és együttesek kezdték pályafutásukat a Tutlnál, mint Teitur Lassen, Eivør Pálsdóttir, Høgni Lisberg vagy a Týr. Természetesen Kristian Blak dzsesszegyüttese, az Yggdrasil lemezeit is a Tutl adja ki.